# Infinite Arms
Infinite Arms – trzeci album zespołu Band of Horses, który został wydany w 18 maja 2010 roku w przez Brown Records, Fat Possum Records i Columbia Records. Większość albumu nagrywana była w Asheville w Północnej Karolinie. Produkcję skończono w Los Angeles. Album dotarł do 7. miejsca na liście Billboard 200 w Stanach Zjednoczonych.

## Lista utworów
1. "Factory" – 4:35
2. "Compliments" – 3:28
3. "Laredo" – 3:12
4. "Blue Beard" – 3:22
5. "On My Way Back Home" – 3:31
6. "Infinite Arms" – 4:08
7. "Dilly" – 3:31
8. "Evening Kitchen" – 3:57
9. "Older" – 3:28
10. "For Annabelle" – 3:06
11. "NW Apt." – 3:01
12. "Neighbor" – 5:58